# Коси (герб)
Коси (Вовчі коси, пол. Kosy) — шляхетський герб мазовецького походження, що належав польським та українським шляхетський родам.
В більшості гербовників часів Речі Посполитої гербом Вовчі Коси називають герб Прус II.

## Опис
У червоному полі дві срібні коси, покладені навхрест вістрями вниз. На шоломі п'ять страусових пір'їн.

## Роди
Герб використовують 5 родин: Алієвичі (Alejewicz, Alijewicz, Aljewicz), Косачі, Шембек (Szembek).